# Linia M4 metra w Bukareszcie
Linia M4 metra w Bukareszcie – najmłodsza linia metra w stolicy Rumunii, Bukareszcie, licząca 7,64 km i 8 stacji. Linia oznaczona jest kolorem zielonym.

## Historia
Prace nad jej budową rozpoczęto w grudniu 1989 r., jednak przerwano je w wyniku niestabilnej sytuacji politycznej po obaleniu Nicolae Ceaușescu. Wznowiono je na początku 1990 r. Budowa przeciągała się w czasie z powodu kryzysu finansowego w państwie i niedostatecznej ilości środków przyznanych na tę inwestycję.
W połowie lat 90. XX w. wstrzymano dalszą budowę po tym, jak do nowo powstałych tuneli wdarła się woda zalewając je. W 1997 r. pieniądze na ten cel przekazał Europejski Bank Inwestycyjny. Prace ruszyły pełną parą i udało się wypompować wodę z części zalanych korytarzy. 1 marca 2000 r. dokonano uroczystego otwarcia pierwszego fragmentu linii, z Dworca Północnego przez stacje Basarab, Grivița do 1 Mai.
W 2011 r. oddano do użytku kolejny odcinek ze stacjami Jiului i Parc Bazilescu. W 2017 roku przedłużono go o stacje Laminorului i Străulești.